# Brauner Wollaffe

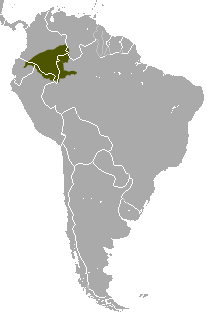
Das Verbreitungsgebiet im nordwestlichen Südamerika

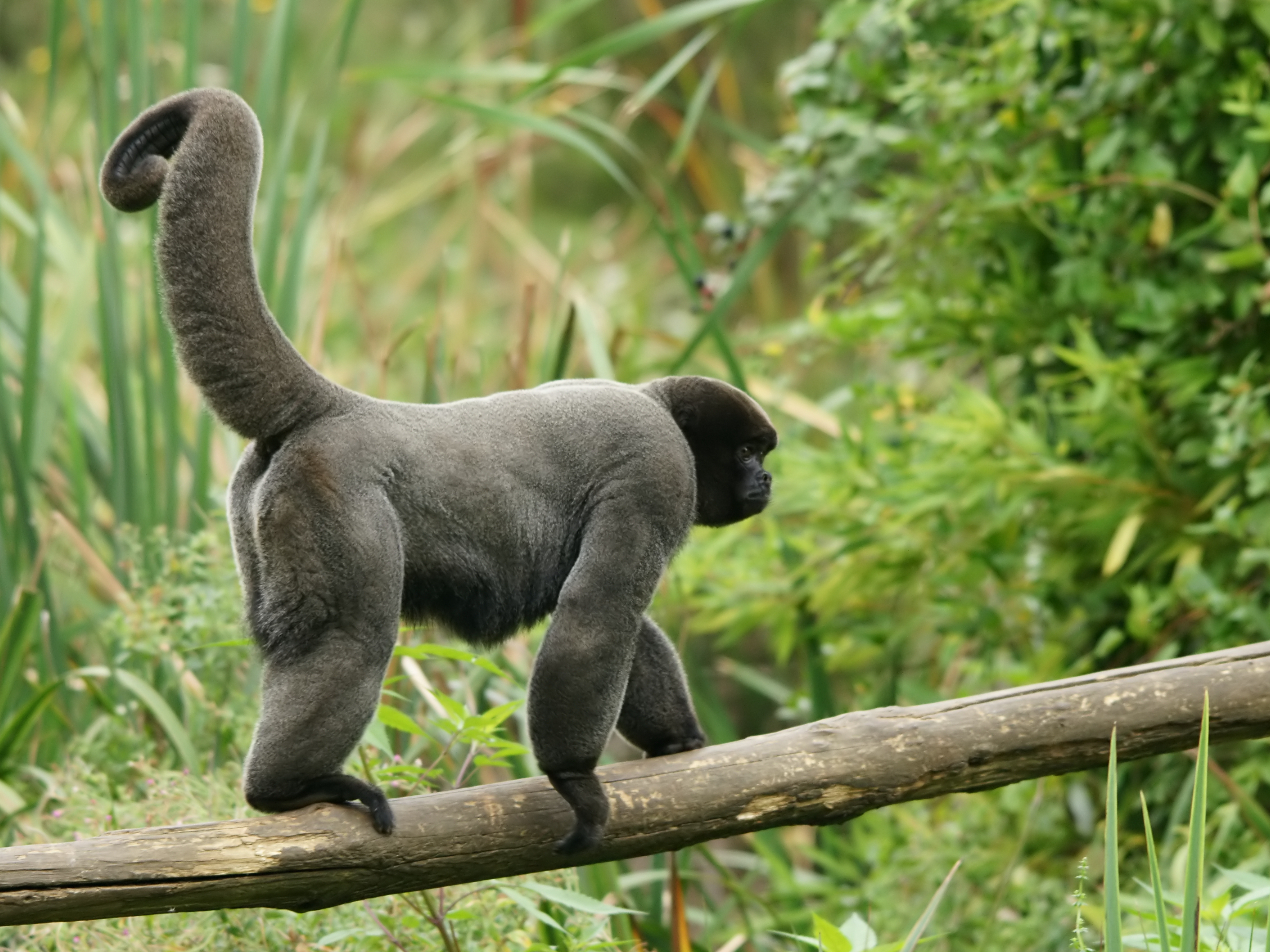
Brauner Wollaffe

Der Braune Wollaffe (Lagothrix lagotricha lagotricha)  ist eine in Südamerika lebende Unterart des Wollaffen (Lagothrix lagotricha). Er hatte zeitweise den Rang einer eigenständigen Art, wird heute aber wieder als Unterart des (gewöhnlichen) Wollaffen angesehen, nachdem sich durch einen Vergleich der mitochondrialen DNA gezeigt hatte, dass die verschiedenen Unterarten des Wollaffen immer wieder miteinander hybridisierten.

## Merkmale

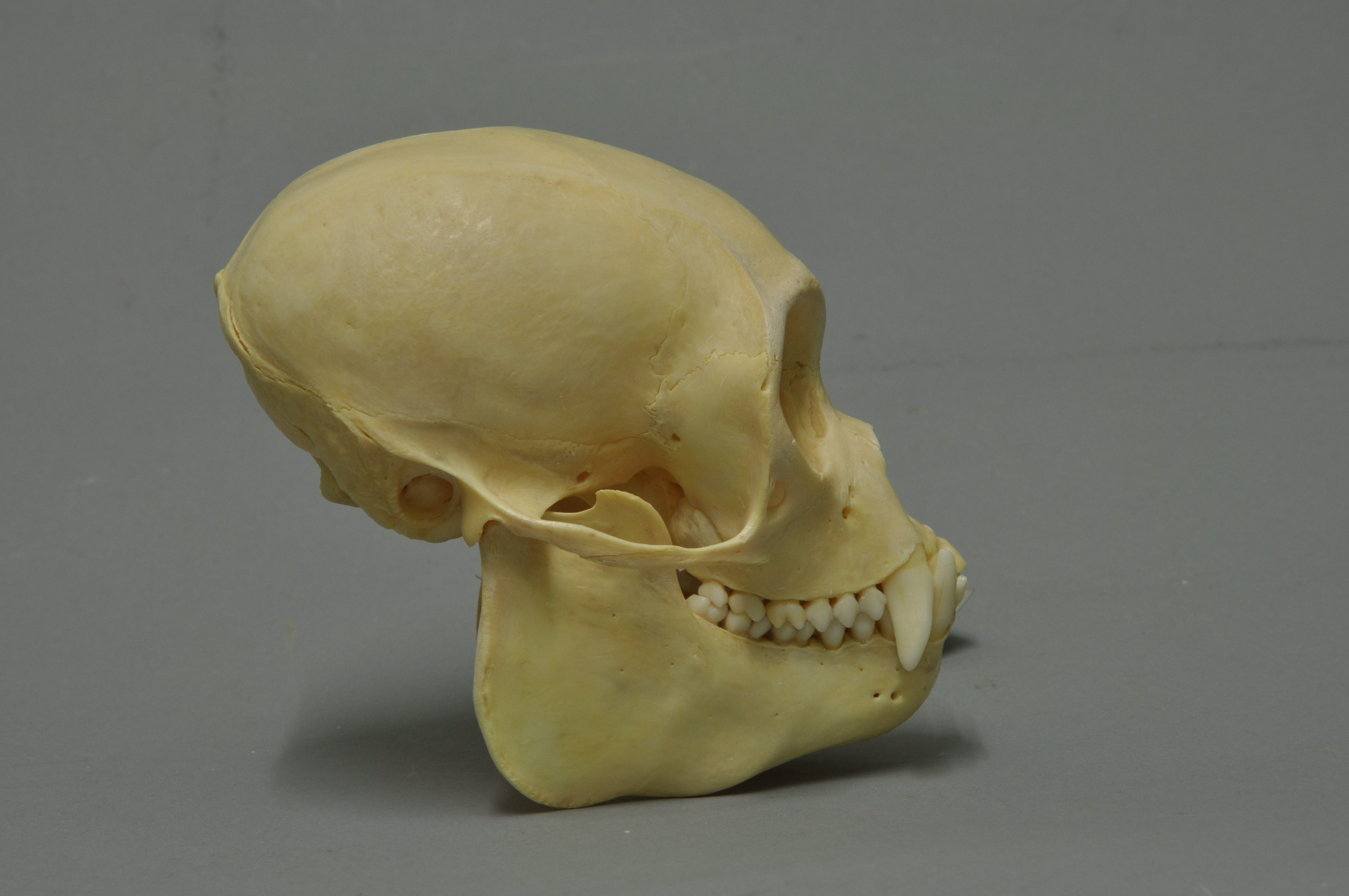
Schädel

Braune Wollaffen sind wie alle Wollaffen stämmig gebaute Tiere mit kräftigen Gliedmaßen und einem langen Schwanz. Der Name rührt vom dichten, wolligen Fell her, das in verschiedenen Brauntönen gefärbt ist. Das unbehaarte Gesicht ist dunkel, der Kopf ist rundlich, die Ohren sind klein. Der lange Schwanz ist als Greifschwanz ausgebildet. Diese Tiere erreichen eine Kopfrumpflänge von etwa 50 bis 70 Zentimeter, der Schwanz ist etwas länger als der Körper. Das Gewicht beträgt rund 7 bis 9 Kilogramm, wobei die Männchen etwas schwerer als die Weibchen sind.

## Verbreitung und Lebensraum
Braune Wollaffen leben im südöstlichen Kolumbien, dem äußersten Norden Ecuadors und Perus und dem nordwestlichen Brasilien – der Amazonas bildet die Südgrenze ihres Verbreitungsgebietes. Ihr Lebensraum sind Wälder, insbesondere Tiefland-Regenwälder. Sie kommen bis zu einer Höhe von 1400 Metern vor.

## Lebensweise
Diese Primaten sind wie alle Wollaffen tagaktive Baumbewohner, die selten auf den Boden kommen. Sie bewegen sich entweder auf allen vieren oder schwinghangelnd fort, dabei setzen sie den Greifschwanz wie eine fünfte Gliedmaße ein. Generell sind sie geschickte, aber eher gemächliche Kletterer. Sie leben in Gruppen von etwa 20 bis 30 Tieren, die sich manchmal zur Nahrungssuche aufteilen. Die Gruppen bewohnen riesige Streifgebiete von bis zu 1100 Hektar, diese können sich aber mit denen anderer Gruppen überlappen. Auf fremde Gruppen reagieren sie meist nicht feindselig.
Sie ernähren sich vorrangig von Früchten, daneben nehmen sie Blätter und andere Pflanzenteile und gelegentlich auch Kleintiere zu sich.
Nach einer rund 225-tägigen Tragzeit bringt das Weibchen ein einzelnes Jungtier zur Welt. Dieses wird nach rund einem Monat entwöhnt und mit vier bis sechs Jahren geschlechtsreif.

## Gefährdung
Braune Wollaffen sind relativ weit verbreitet und bewohnen häufig entlegene, kaum besiedelte Gebiete. Allerdings reagieren sie empfindlich auf menschliche Störungen und sind mancherorts auch dem Jagddruck ausgesetzt. Die IUCN listet sie als „gefährdet“ (vulnerable).

## Belege
1. 1 2 3  
Stevenson, P.R., Palacios, E., Urbani, B., de la Torre, S., Guzmán-Caro, D.C., Vermeer, J., Defler, T.R., Shanee, S., Moscoso, P., Mourthé, Í., Muniz, C.C. & Rylands, A.B. 2021. Lagothrix lagothricha ssp. lagothricha. The IUCN Red List of Threatened Species 2021: e.T11175A179072201. doi: 10.2305/IUCN.UK.2021-1.RLTS.T11175A179072201.en. Abgerufen am 26. Juli 2022.
2. ↑  
Manuel Ruiz-García, Myreya Pinedo-Castro, Joseph Mark Shostell: How many genera and species of woolly monkeys (Atelidae, Platyrrhine, Primates) are there? The first molecular analysis of Lagothrix flavicauda, an endemic Peruvian primate species. Molecular Phylogenetics and Evolution, Okt. 2014; 79:179-98. doi: 10.1016/j.ympev.2014.05.034